# 蘭貝斯橋
蘭貝斯橋（英語：Lambeth Bridge），是一座位於英國倫敦中心區泰晤士河上的拱橋，此橋位於沃克斯豪爾橋和威斯敏斯特橋、威斯敏斯特宮和蘭貝斯宮之間，其上供車輛和行人使用。
現在的蘭貝斯橋是由喬治·漢弗萊、雷金納德·布洛姆菲爾德及喬治·托珀姆·佛利斯特設計、由建築商Dorman Long建造的。1932年7月19日由喬治五世主持通車。2008年成為二級登錄建築。
蘭貝斯橋橋頭兩端各有兩個方尖碑，有一個非常流行的都市傳說說這兩個方尖碑上的雕飾其實是菠蘿，原因是蘭貝斯區17世紀的居民小約翰·特拉德斯坎據說為第一個在英國種菠蘿的人。

## 外部連結
- Survey of London entry （页面存档备份，存于）

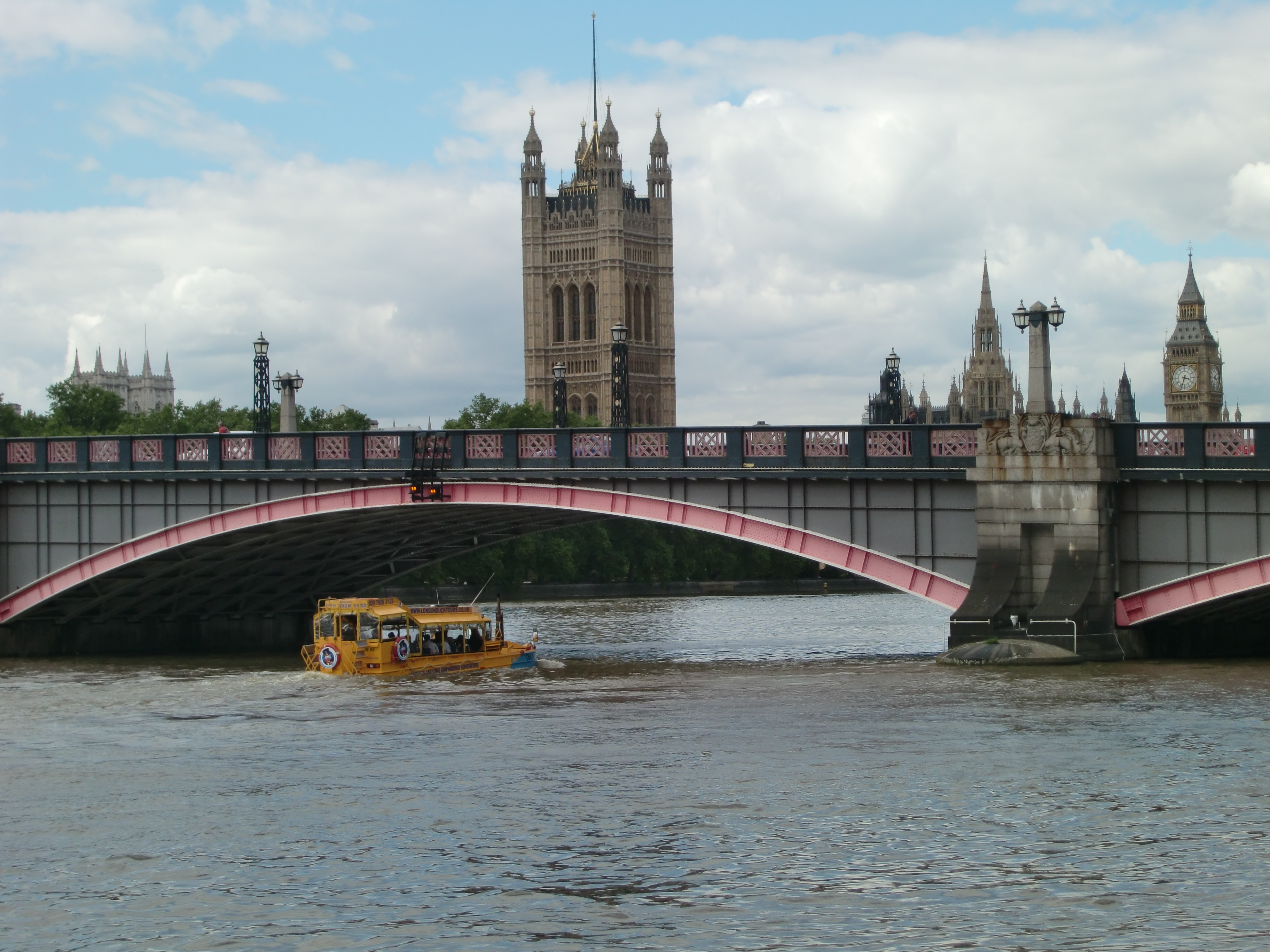
從上游看蘭貝斯橋和DUKW、維多利亞塔

- Structurae数据库中Lambeth Bridge (1862)的数据
- Structurae数据库中Lambeth Bridge (1932)的数据
- London Transport Museum Photographic Archive
  - Original Lambeth Bridge, looking south-east from Millbank, 1923
  - Southern Approach to original bridge showing its narrowness, 1923